# Kupcenkiv, Borzna
Kupcenkiv (în ucraineană Купченків) este un sat în comuna Vîsoke din raionul Borzna, regiunea Cernihiv, Ucraina.

## Demografie
Componența lingvistică a localității Kupcenkiv
     Ucraineană (98,53%)
     Rusă (1,47%)
Conform recensământului din 2001, majoritatea populației localității Kupcenkiv era vorbitoare de ucraineană (98,53%), existând în minoritate și vorbitori de rusă (1,47%).